# モト・クルブ・ジ・サン・ルイス
モト・クルブ・ジ・サン・ルイス (ポルトガル語: Moto Club de São Luís) 、通称モト・クルブ (Moto Club) は、ブラジル・マラニョン州サン・ルイスを本拠地とするサッカークラブである。
カンピオナート・マラニェンセ（マラニョン州選手権）での通算優勝回数はサンパイオ・コヘイアに次いで2番目に多い。サンパイオ・コヘイアとのダービーマッチはスーペルクラシコ (Superclássico) と呼ばれる。

## 歴史
マラニョン州サン・ルイスにて、シクロ・モト (Ciclo Moto) として1937年9月13日に創設された。当初、クラブはオートバイ大会にのみ参戦していた。1938年にサッカー部門がクラブに設置された。
1973年、モト・クルブ・ジ・サン・ルイスはカンピオナート・ブラジレイロ・セリエAに初めて参戦し、39位につけた。1982年、カンピオナート・ブラジレイロ・セリエAで28位となった。これが同大会におけるクラブの最高成績である。
1944年から1950年まで、モト・クルブはカンピオナート・マラニェンセを7連覇した。

## スタジアム
ホームマッチは通常、40,000人収容のエスタジオ・ゴヴェルナドール・ジョアン・カステロ(通称：カステロン) で行われる。また、21,000人収容のエスタジオ・ニョジーニョ・サントスでも試合を行う。

## タイトル
- カンピオナート・マラニェンセ : 25回
  - 1944, 1945, 1946, 1947, 1948, 1949, 1950, 1955, 1959, 1960, 1966, 1967, 1968, 1974, 1977,
1981, 1982, 1983, 1989, 2000, 2001, 2004, 2006, 2008, 2016
- カンピオナート・マラニェンセ2部 : 2回
  - 2010, 2013

## 過去の成績
| セリエA優勝 | セリエA準優勝 | 上位リーグ昇格 | 下位リーグ降格 |
| シーズン | リーグ  | 順位     | 勝点     | 試合数   | 勝       | 分       | 敗       | 得点     | 失点     |
| -------- | ------- | -------- | -------- | -------- | -------- | -------- | -------- | -------- | -------- |
| 2007     | セリエC | 参戦せず | 参戦せず | 参戦せず | 参戦せず | 参戦せず | 参戦せず | 参戦せず | 参戦せず |
| 2008     | セリエC | 参戦せず | 参戦せず | 参戦せず | 参戦せず | 参戦せず | 参戦せず | 参戦せず | 参戦せず |
| 2009     | セリエD | 22位     | 8        | 6        | 2        | 2        | 2        | 10       | 6        |
| 2010     | セリエD | 参戦せず | 参戦せず | 参戦せず | 参戦せず | 参戦せず | 参戦せず | 参戦せず | 参戦せず |
| 2011     | セリエD | 参戦せず | 参戦せず | 参戦せず | 参戦せず | 参戦せず | 参戦せず | 参戦せず | 参戦せず |
| 2012     | セリエD | 参戦せず | 参戦せず | 参戦せず | 参戦せず | 参戦せず | 参戦せず | 参戦せず | 参戦せず |
| 2013     | セリエD | 参戦せず | 参戦せず | 参戦せず | 参戦せず | 参戦せず | 参戦せず | 参戦せず | 参戦せず |
| 2014     | セリエD | 6位      | 20       | 12       | 5        | 5        | 2        | 18       | 14       |
| 2015     | セリエD | 参戦せず | 参戦せず | 参戦せず | 参戦せず | 参戦せず | 参戦せず | 参戦せず | 参戦せず |
| 2016     | セリエD | 4位      | 22       | 14       | 5        | 7        | 2        | 19       | 12       |
| 2017     | セリエC |          |          |          |          |          |          |          |          |